# (8010) Böhnhardt
8010 Bohnhardt (1989 GB1) – planetoida z grupy pasa głównego asteroid okrążająca Słońce w ciągu 5,66 lat w średniej odległości 3,17 au. Odkryta 3 kwietnia 1989 roku.